# Hôtel Sam Houston
L'hôtel Sam Houston (en anglais : The Sam Houston Hotel) est un hôtel américain situé à Houston, au Texas. Installé dans un bâtiment construit en 1924 et inscrit au Registre national des lieux historiques depuis le 17 avril 2002, cet établissement est membre des Historic Hotels of America et des Historic Hotels Worldwide depuis 2016.